# Steyr
Steyr (pronunciació alemanya: [ˈʃtaɪ̯ɐ] ( escolteu-ho)) és una ciutat estatutària austríaca, de l'estat de l'Alta Àustria, del qual és la capital administrativa. És la 12a ciutat d'Àustria en nombre d'habitants i la tercera més gran d'Alta Àustria.
Té un important passat com a centre industrial i ha donat nom a diferents marques com l'antiga Steyr-Daimler-Puch i la seva successora Steyr-Daimlier.

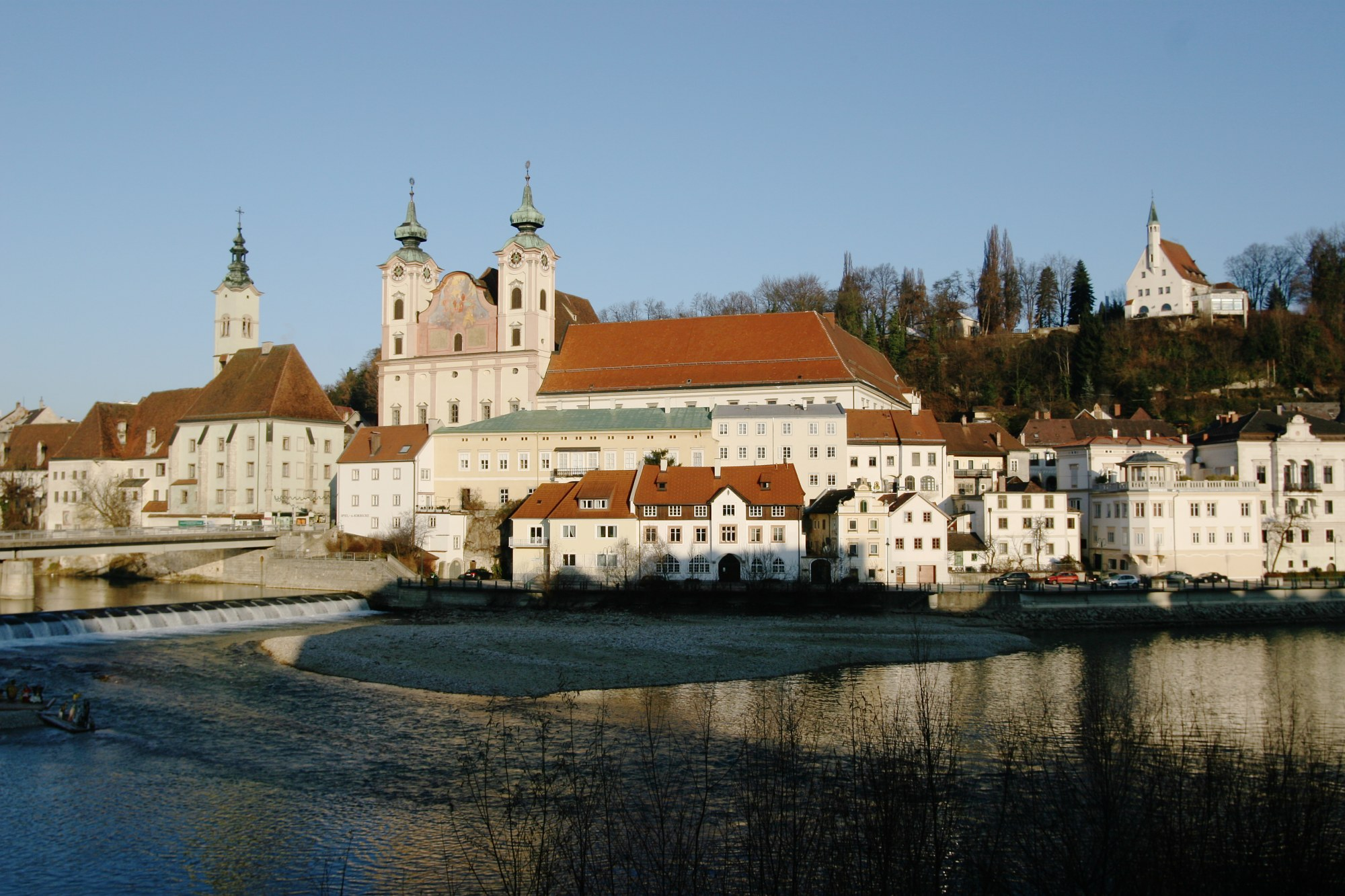
L'església de Sant Miquel, a la confluència entre els rius Enns i Steyr

La ciutat es troba a la regió de Traunviertel, travessada pels rius Enns i Steyr, els quals conflueixen sota el castell de Lamberg i l'Església de Sant Miquel.
Steyr és una ciutat antiga amb les comoditats d'una ciutat moderna, cosa que potencia el turisme i el comerç. L'any 1980 va commemorar el mil·lenari, després d'una àmplia restauració de la seva arquitectura històrica. Es considera que té un dels nuclis antics més ben conservats del país. El famós centre històric de la Stadtplatz fou restaurat en gran manera després de la Segona Guerra Mundial. L'edifici més conegut és el Bummerlhaus, que és considerat un dels millors exemples del gòtic de l'Europa central.
La ciutat compta amb els Katastralgemeinde o comunitats cadastrals de Christkindl, Föhrenschacherl, Gleink, Hinterberg, Jägerberg, Sarning, Stein i Steyr .